# Motor hidráulico
Motor hidráulico transforma a energia de um fluído (água ou óleo) em movimento em energia mecânica. Os motores hidráulicos podem ser enquadrados de acordo com duas formas de energia: motores de gravidade ou nível (quando converte em trabalho útil a energia de nível h), motores de pressão (convertem em trabalho útil a energia cinética v2/2g)

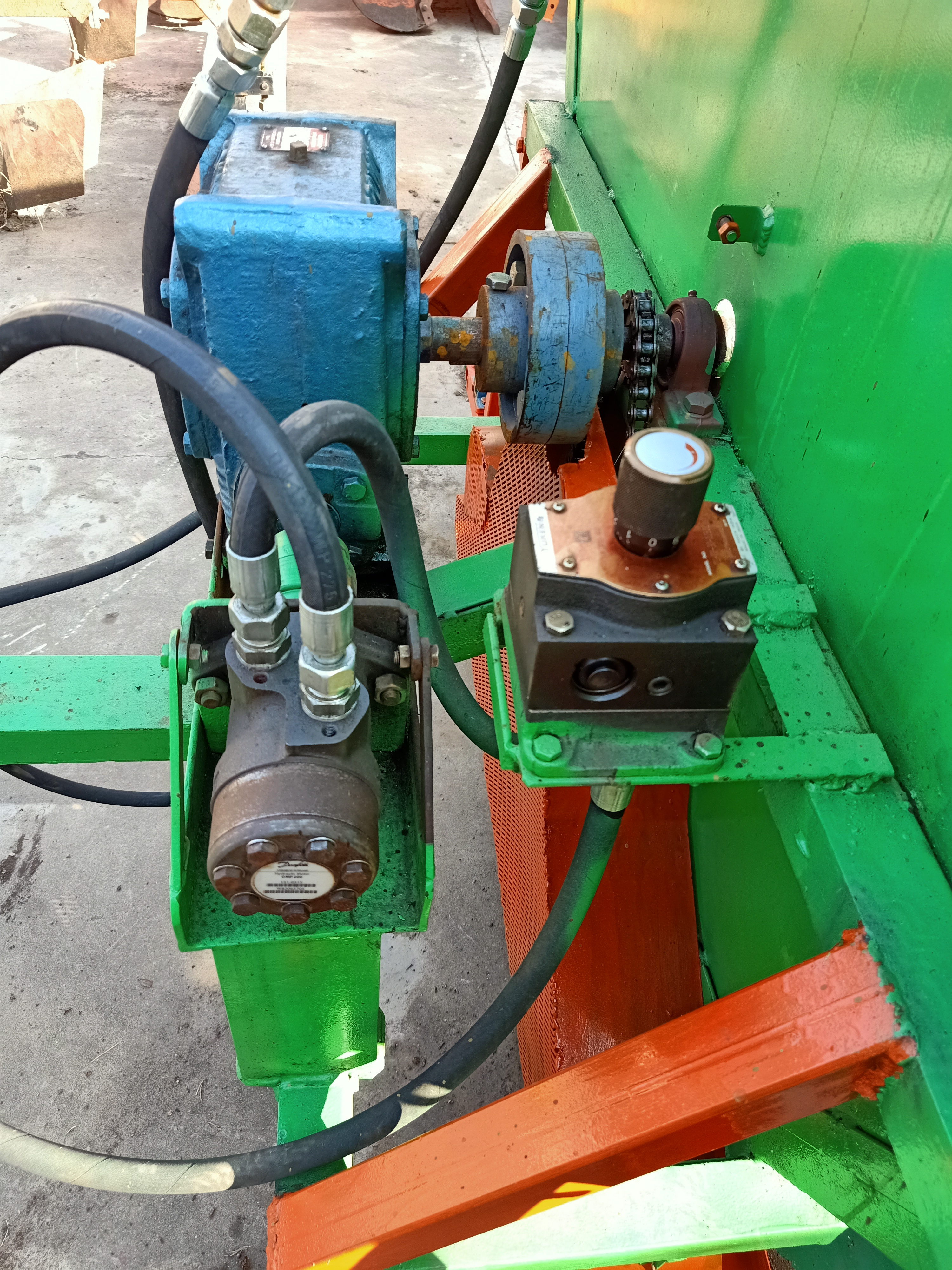
Motor hidráulico set

Motor hidráulico de gravidade: é a roda de alcatruzes ou roda de água. A água é conduzida por um canal até a parte superior da roda, enchendo os alcatruzes. O peso da água nos alcatruzes produz o movimento. A diferença entre os níveis superiores da água, na entrada (canal a montante), na saída (canal a jusante), é a altura motriz, H_m.